# Chiara Cini
Chiara Cini (ur. 29 grudnia 1990 w Pizie) – włoska florecistka, srebrna medalistka mistrzostw świata.
Podczas mistrzostw świata w Wuxi w 2018 roku Włoszki w składzie: Chiara Cini, Arianna Errigo, Camilla Mancini i Alice Volpi zdobyły drużynowo złoty medal. W turnieju indywidualnym zajęła tam 32. miejsce.
Zdobyła również złoty medal w zawodach drużynowych na mistrzostwach Europy w Nowym Sadzie w 2018 roku.
Ponadto zdobyła brązowy medal drużynowo na igrzyskach europejskich w Baku (2015).
Nigdy nie wzięła udziału w igrzyskach olimpijskich.